# Moeda (tipografia)
A moeda (¤) é um símbolo utilizado para indicar uma moeda genérica. É caracterizado como um símbolo do tamanho de uma letra em caixa baixa, com quatro raios.
O símbolo fazia parte da série de caracteres Mac OS Roman; entretanto, a Apple Inc. substituiu-o em seu antigo código pelo símbolo do Euro (€).
Na série de caracteres não-Unicode do Windows, o sinal do euro foi introduzido como um novo código. Na série Unicode, cada símbolo tem seu próprio código em todos os computadores.
O símbolo está disponível em alguns tipos de teclados, como os teclados francês, dinamarquês, norueguês, sueco e finlandês.

## Caso do Colón
O símbolo moeda (¤) é comum em lugar de alguns símbolos, como o do Colón, (₡), já que não está a prova disponível em uma grande quantidade de fontes.[carece de fontes?]

## Contexto
Quando utilizado para representar alguma Moeda, tem um significado ambíguo. A quantidade «¤12.50» pode significar «12.5 unidades» de uma moeda qualquer que está desconhecida no contexto.
Entretanto, a moeda é desconhecida, e só pode ser detectada e reconhecida por informações fora do caractere ou dentro do contexto em certo momento.

### Exemplos
Alguns exemplos são:
- Erro comum, onde não há demonstração de qual moeda é mencionada:

«O governo estadunidense ofereceu à Holanda ¤2 milhões.»
Na frase acima não se sabe se a moeda é estadunidense, holandesa, ou se foram oferecidos 2 milhões de reais.
- Maneira de utilizar sem ambiguidades:

— Brasileiro 1: Quando estive em Minas Gerais, gastei ¤40.99 em hospedagem.

— Brasileiro 2: Na Bahia, gastei somente ¤20.50
Neste contexto, o uso do símbolo (¤) representa o Real, pois as duas personagens são brasileiras, e não saíram do país — portanto, a única moeda possível é o Real.

## Como digitar o símbolo
No teclado do Windows é possível digitar o símbolo (¤) com a combinação:
- Alt+0164
- ou Alt+207 (seguindo o padrão do código ASCII)